# Kufa

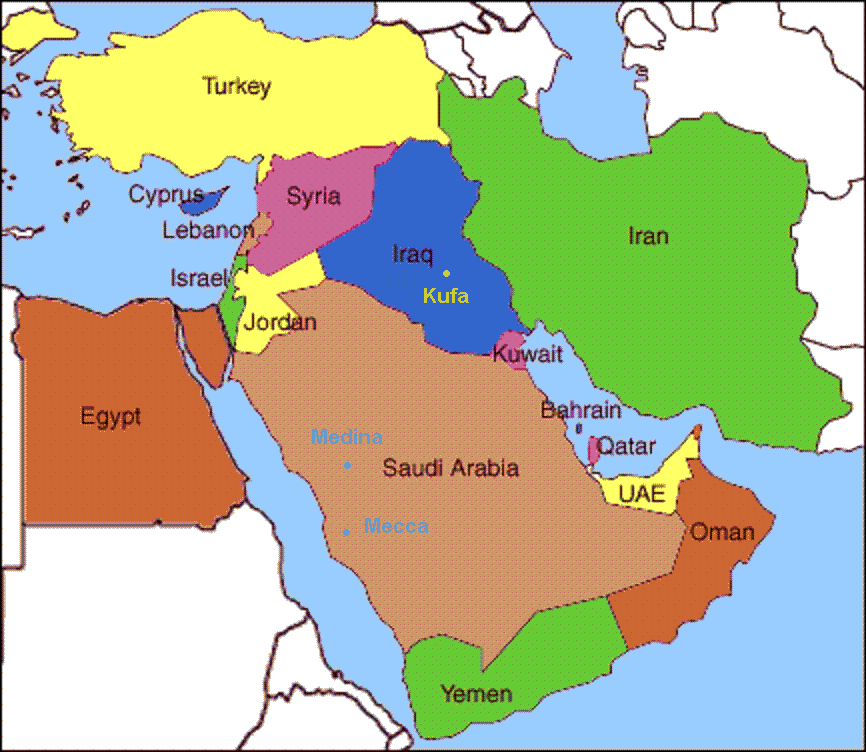
Situació de Kufa a l'Iraq actual

Kufa (àrab: الكوفة, al-Kūfa) és una ciutat de la Governació de Najaf, a Iraq, a la riba del riu Eufrates, uns 170 km al sud de Bagdad i 10 km al nord-est de Najaf. La població estimada el 2003 era d'uns 110.000 habitants. Juntament amb Samarra, Karbala, i Najaf, Kufa és una de les quatre ciutats iraquianes especialment importants per als musulmans xiïtes.

## Història

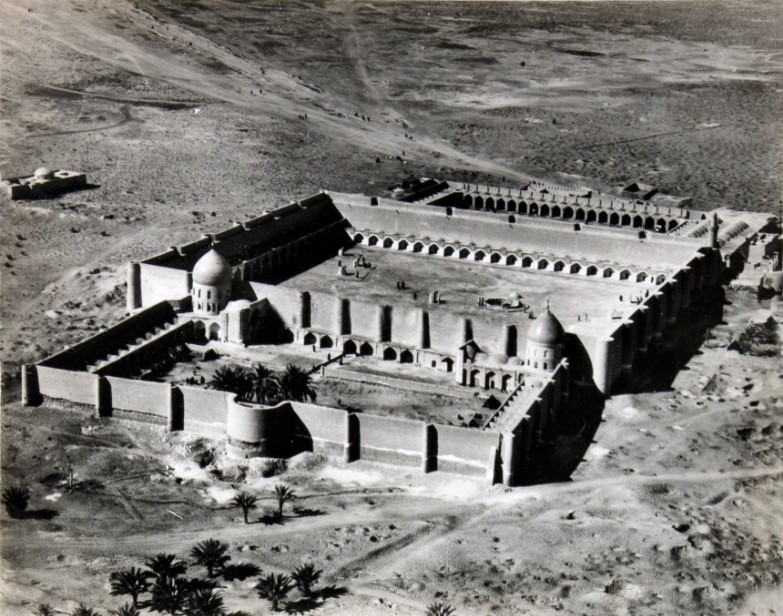
Gran mesquita el 1915

Kufa fou fundada el 638 per Sad ibn Abi-Waqqàs, el vencedor de la batalla d'al-Qadisiyya, just després de la conquesta de Ctesifont (Madain) el 637, que tenia un clima molt dolent. El seu nom podria derivar del siríac Akula o ser una paraula àrab que vol dir 'llengua d'arena arrodonida' (la ciutat es va crear sobre una llengua d'arena a la riba dreta de l'Eufrates). Va ser essencialment un campament militar fins al 643, airejada, geomètrica i oberta. Els habitacles eren tendes, però després del 641 es va passar a les cabanes i, del 642 al 644, es van convertir en cases, la primera construïda sota el govern d'al-Mughira ibn Shuba (encara que hi ha altres informacions que diuen que es van construir cases des del 638). La ciutat no tenia muralles.
Abans de la meitat del segle, es creu que ja hi havia de vint a trenta mil habitants, potser fins a 40.000, i vers el 670 eren uns 60.000 homes i 80.000 dones i nens (en total uns 140.000 censats, però hi havia residents il·legals, cosa que pujaria la població a unes 200.000 persones). Aquest creixement tan gran va obligar a traslladar milers d'habitants (igual que de Bàssora) cap al Khurasan. En la resta de l'època omeia, va restar estable amb una tendència a disminuir lleugerament després del 713, si bé continuaven arribant mawalis (conversos) desarrelats de la seva terra que hi volien residir il·legalment, i es feien esforços per rebutjar-los.
Kufa va participar en la revolta contra Uthman ibn Affan (654-655). Va donar suport a Ali ibn Abi-Tàlib en la Batalla de Djamal (656) i de Siffin (657) i fou allí on va sorgir el moviment kharigita. Hudir ibn Abi al-Kindi va dirigir una revolució xiïta que va fracassar (671); en van seguir unes quantes més: Muslim ibn Akil i l'afer de Karbala (679-680), la marxa dels Tawwabun (684), la revolta d'al-Mukhtar (685-686), la predicació d'al-Mughira i de Bayan, la revolta de Zayd ibn Ali (739) i la revolta d'Abd Allah ibn Muawiya (744). A Kufa, va estar la direcció de la dawa abbàssida i a la seva mesquita fou investit el primer califa abbàssida el 749. Els kharigites van atacar la ciutat el 695 (dirigits per Shabid) i el 744-745 dirigits per al-Dahhak ibn Kays al-Shaybani. El 701-702, va donar suport a la revolta d'Abd al-Rahman ibn Muhammad ibn al-Ashath. Tot això li va valdre una reputació de ciutat turbulenta i agitada, i pels xiïtes de ciutat màrtir.
Sota els abbàssides, fou per un moment capital però les simpaties alides eren fortes i es va dubtar entre Kufa, Anbar o la nova ciutat d'al-Hashimiyya, fins que el califa al-Mansur va fundar Bagdad (762-763). Els departaments administratius que eren a Kufa foren traslladats. En aquestos tretze anys, van afluir a Kufa nombrosos soldats khurasanians i alguns noms es van iranitzar. No es torna a produir una revolta fins a la d'Ibn Tabataba el 814 i una de menor dirigida per Yahya ibn Umar el 864.
Després del 763, Kufa fou només una capital provincial i va perdr importància. La seva decadència era un fet al segle x. Al final del segle ix, fou teatre d'una gran revolució ismaïlita que va derivar en el moviment càrmata. Kufa fou atacada pels càrmates el 905, 924 i 927. El 945 va sorgir prop de la ciutat, sota protecció dels buwàyhides, la ciutat de Nadjaf, centre de devoció xiïta. Els Banu Asad, els tayy i els Banu Xammar van dominar Kufa i la van arruïnar. El 1101, amb l'emergència d'al-Hilla, Kufa va perdre tota importància i va quedar quasi despoblada. Ibn Djubayr, que la va visitar vers 1182-1185, diu que era una ciutat deserta i ruïnosa, amb molt pocs habitants, que eren objecte del pillatge periòdic de la tribu khafadja; tota la zona construïda entre la mesquita i l'Eufrates havia esdevingut jungla. Sota els mongols (després del 1258), es diu que tenia una muralla, i era un centre agrícola. Al segle xiv, Ibn Battuta la descriu com una ciutat en la major part arruïnada, però encara no morta.
Sota els otomans al segle xvi, va ser capital d'una nàhiya dependent del qadà de Najaf, que al seu torn depenia del sandjak de Karbala a la província de Bagdad. Matignon, que la va visitar el 1908 i 1934, la va trobar gairebé deserta, i en restava la mesquita, algunes tombes i alguns edificis, entre els quals un de construït pels britànics com a cos de guàrdia; fa notar, això no obstant, que un barri entre la mesquita i l'Eufrates donava signes de vida. Tot i que aquest barri va subsistir i es va desenvolupar, la gran expansió de la ciutat es va fer a la part oest en direcció a Najaf. En 1938 fou declarat jaciment arqueològic i es va fer una primera campanya d'excavacions. La mesquita fou restaurada (en part malament) i en restà l'edifici central. Les muralles subsistien i s'hi va localitzar un qasr.